# 7484 Dogo Onsen
7484 Dogo Onsen è un asteroide della fascia principale. Scoperto nel 1994, presenta un'orbita caratterizzata da un semiasse maggiore pari a 2,4050058 UA e da un'eccentricità di 0,0401029, inclinata di 7,04554° rispetto all'eclittica.